# Rhimphoctona lucida
Rhimphoctona lucida là một loài tò vò trong họ Ichneumonidae.